# Ciro Redondo (Cuba)
Pour les articles homonymes, voir Ciro Redondo.
Ciro Redondo est une localité et une municipalité de Cuba dans la province de Ciego de Ávila.
Elle doit son nom à Ciro Redondo, figure de la révolution cubaine.

## Géographie

### Situation
Ciro Redondo est à l'est du centre de l'île de Cuba, au centre de la province de Ciego de Ávila, à 440 km sud-est de La Havane et 23 km nord de sa capitale de province Ciego de Ávila.

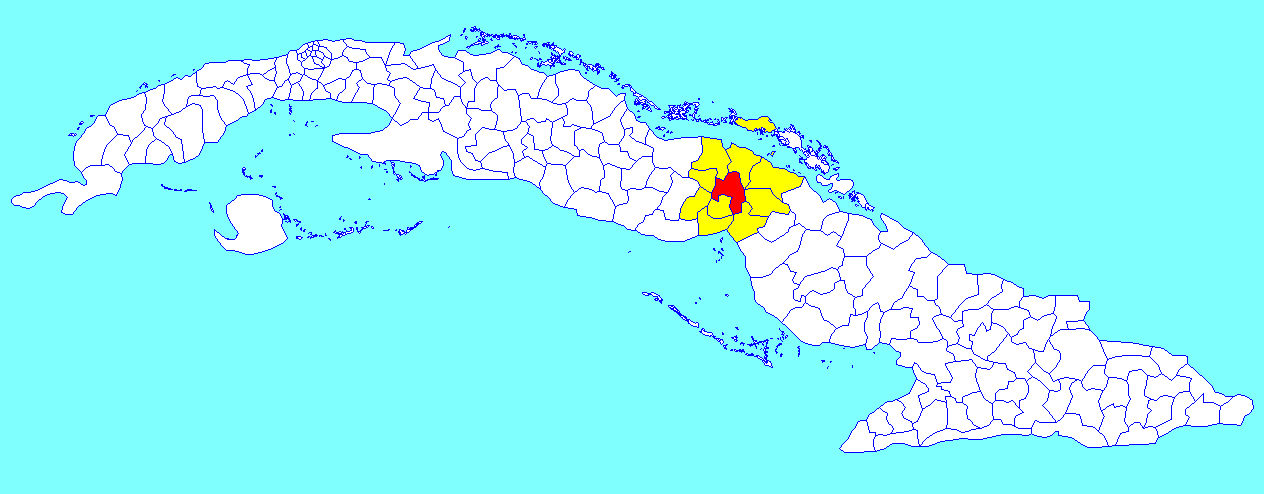
Municipalité de Ciro Redondo dans la province de Ciego de Ávila

### Divisions administratives
La municipalité comprend six consejos populares :
- Santana Ana
- Cacahual
- Las Marías
- Peonía
- Este
- Oeste

## Population
En 2022, la population de la municipalité était estimée à 30 125 habitants ; pour une surface de 567,1 km2, la densité de population est de 53,12 habitants/km².